# 아오모노요코초역
아오모노요코초역(일본어: 青物横丁駅、あおものよこちょうえき)은 도쿄도 시나가와구에 있는 철도역이다. 역번호는 KK 04이다.

## 타는 곳
| 1 | ■ 게이큐 본선 | 게이큐 가마타·요코하마·가미오오카·우라가 방면 공항선 하네다 공항 방면 즈시 선 신즈시 방면 구리하마 선 게이큐 구리하마·미사키구치 방면                                    |
| 2 | ■ 게이큐 본선 | 시나가와·센가쿠지 방면 ○ 도영 지하철 아사쿠사 선 니혼바시·아사쿠사·오시아게 방면 게이세이 선 다카사고·후나바시·나리타 공항 방면 후쿠소 선 신카마가야·인바 니혼 의대 방면 |

## 역세권 정보
- 국도 제15호선
- 반다이 남코 게임스 본사
- 시나가와 시사이드 역(도쿄 임해 고속 철도 린카이 선)

## 역사
- 1904년 5월 8일: 영업을 개시함. 표기가 青物横町이었다. 현재 역명으로 변경된 날짜는 불분명함.
- 1989년
  - 6월: 상행 승강장이 입체화됨.
  - 12월: 하행 승강장이 입체화됨.
- 1991년 12월: 역사 개축 공사가 완료됨.

## 사진

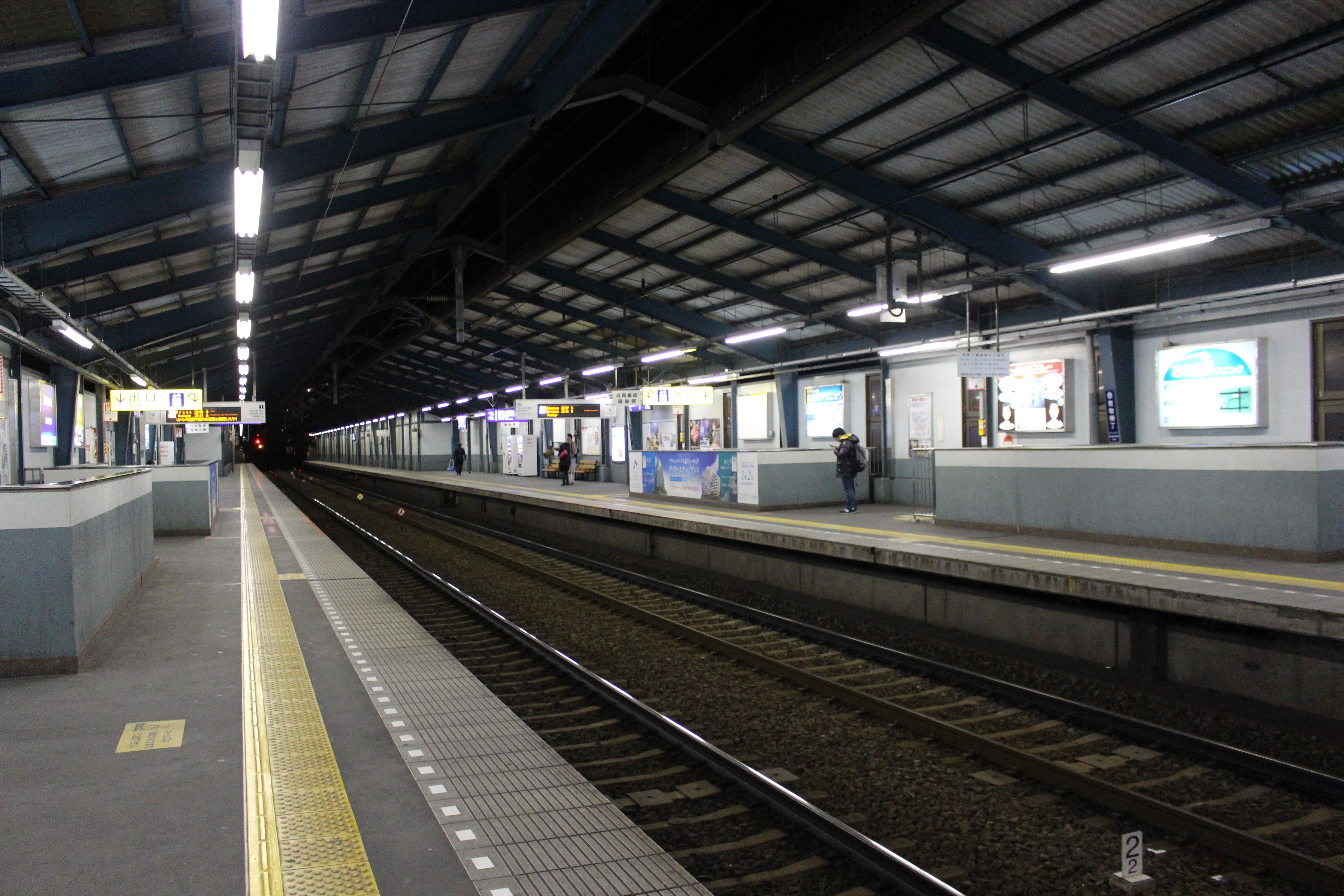
승강장

## 인접역
| 게이힌 급행 전철 본선       | 게이힌 급행 전철 본선 | 게이힌 급행 전철 본선              |
| --------------------------- | --------------------- | ---------------------------------- |
| KK01 시나가와 센가쿠지 방면 | ■ 특급                | KK08 헤이와지마 미사키구치 방면    |
| KK01 시나가와 센가쿠지 방면 | ■ 급행                | KK06 다치아이가와 하네다 공항 방면 |
| KK03 신반바 시나가와 방면   | ■ 보통                | KK05 사메즈 우라가 방면            |

1. ↑  (일본어) 京浜急行電鉄｜青物横丁駅 보관됨 2010-09-28 - 웨이백 머신